# Atergia
Atergia is een geslacht van sponsdieren uit de klasse van de Demospongiae (gewone sponzen).

## Soorten
- Atergia corona Dickinson, 1945
- Atergia corticata Stephens, 1915
- Atergia villosa (Kelly-Borges & Bergquist, 1997)